# قبل منتصف الليل (فلم)
قبل منتصف الليل (بالإنجليزية: Before Midnight) هو فيلم دراما رومنسية أمريكي من إنتاج عام 2013، وهو الجزء الثالث من ثلاثية تعرض شخصيتين رئيسيتين، كان الجزء الأول بعنوان بيفور سنرايز (قبل الشروق) (1995) والثاني بيفور سنسيت (قبل الغروب) (2004). أخرج الثلاثية ريتشارد لينكليتر، وكان الدوران الرئيسان من نصيب إيثان هوك وجولي ديبلي. شارك في تأليف السيناريو لينكليتر، هاوك وديبلي، يروي الفيلم قصة ما حصل بعد تسع سنوات من أحداث بيفور سنسيت (قبل الغروب)، إذ يقضي جيسي (هاوك) وسيلين (ديبلي) عطلة صيفية في اليونان.
بعد افتتاح محدود في مايو، عُرض الفيلم على نطاق واسع في يونيو 2013. وحقق أرباحًا بقيمة أكبر من 23 مليون دولار أمريكي في جميع أنحاء العالم. نال الفيلم إشادة واسعة النطاق ورُشح لجائزة الأوسكار لأفضل كتابة (سيناريو مقتبس).
صُوّر الفيلم في المنزل الذي كان يملكه ويسكنه باتريك لي فيرمور، إلى حين وفاته، وزوجته جوان، والذي بُني في كارداميلي، على ساحل بيلوبونيز في جنوب اليونان.

## الحبكة
مرت تسع سنوات منذ بيفور سنسيت (قبل الغروب)، أصبح جيسي وسيلين زوجان ووالدان لتوأم فتيات. يحاول جيسي بشتى الوسائل الحفاظ على علاقته بابنه المراهق، هانك، الذي يعيش في شيكاغو مع أمه، زوجة جيسي السابقة. جيسي حاليًا روائي مشهور في حين أن سيلين في مفترق طرق في مهنتها وتفكر في قبول وظيفة في الحكومة الفرنسية. بعد أن قضى هانك الصيف مع جيسي وسيلين في شبه جزيرة بيلوبونيز اليونانية، واجه هانك شعورًا بأنه بعيد عن ابنه عندما تركه في المطار ليعود إلى المنزل، وانعكس ذلك على عدم قدرته ليكون أبًا صالحًا.
يناقش الزوجان مخاوفهما بشأن هانك وثم يتناقشان بخصوص مهنة سيلين. خلال العشاء يتحدثون أكثر عن الحب والحياة مع الأصدقاء. قام اثنان من الأصدقاء المقيمين معهما بالدفع مقدمًا لغرفة فندق لجيسي وسيلين حتى يتمكنا من قضاء ليلة بمفردهما. خلال سيرهما إلى الفندق، يتذكر الزوجان لقاءهما الأول ويتساءلان عما إذا كانا سينجذبان لبعضهما لو كانا غرباء.
بعد الوصول إلى الفندق وتسجيل وصولهما، تبدأ الأمور بأن تصبح حميمية ويبدآن بالتحضر لممارسة الجنس، ولكن تقاطعهما مكالمة هاتفية من هانك، الذي يبدو أنه مقرب من سيلين أكثر من جيسي. يخوض الزوجان بعد ذلك جدالًا عنيفًا ويعبران عن مخاوفهما بشأن حاضرهما ومستقبلهما معًا. من بين أمور أخرى، يريد جيسي أن يفكرا معًا بخصوص الانتقال إلى شيكاغو ليصبح قريبًا من هانك، الذي تعتقد سيلين أنه سيجعلها تفقد أية فرصة في مهنة خارج أسرتها. في خضم هذا الجدال، تخبر سيلين جيسي أنها لم تعد تحبه.
تغادر سيلين الغرفة وتجلس وحدها في مطعم الفندق الخارجي. ينضم جيسي إليها ويمازحها مدعيًا أنه مسافر عبر الزمن (مشيرًا إلى لقاءهما الأول) ولديه رسالة لها من شخصيتها المستقبلية البالغة من العمر 82 عامًا، واصفًا تلك الليلة بأنها أفضل ليلة في حياتهما. غير سعيدة، تقول سيلين أن خيالاتهما لن تتطابق مع الواقع غير المثالي أبدًا. يخبرها جيسي بأنه يحبها، وأنه لا يعرف ماذا قد تريد غير ذلك. تنسجم جيسي بعد فترة وجيزة مع دعابة جيسي ويتصالح الزوجان.

## ممثلون
- إيثان هوك بدور جيسي
- جولي دلبي بدور سيلين
- شيموس ديفي فيتزباتريك بدور هانك
- آريان لابيد بدور آنا

## اقرأ أيضًا
- الجزء الأول من الفيلم:قبل الشروق
- الجزء الثاني من الفيلم: قبل الغروب

## وصلات خارجية
- مقالات تستعمل روابط فنية بلا صلة مع ويكي بيانات